# Proskurî, Kobeleakî
Proskurî (în ucraineană Проскури) este un sat în comuna Vilhuvatka din raionul Kobeleakî, regiunea Poltava, Ucraina.

## Demografie
Componența lingvistică a localității Proskurî
     Ucraineană (95,06%)
     Rusă (4,94%)
Conform recensământului din 2001, majoritatea populației localității Proskurî era vorbitoare de ucraineană (95,06%), existând în minoritate și vorbitori de rusă (4,94%).